# Aegotheles albertisi
Aegotheles albertisi е вид птица от семейство Aegothelidae. Видът е незастрашен от изчезване.

## Разпространение
Разпространен е в Индонезия и Папуа-Нова Гвинея.